# 신라인
신라인(新羅人)은 1세기부터 10세기까지 한반도의 국가 신라에 거주했던 민족이다. 
초기 신라인은 한반도 동남쪽 진한에서 발전한 집단이었다. 역사책에는 신라가 삼한의 후예로 많이 기록되어 있으며, 초기에는 6개의 부가 있었다.
6세기에 이르러 가야를 멸망시키고 7세기의 삼국통일전쟁과 나당전쟁의 승리로 고구려와 백제가 점유한 지역들을 점령해가며 가야 유민, 고구려인, 백제인들을 흡수했다. 그 후, 대동강 부근까지 북진해 단일국가 체재를 성립하며 현재 한민족의 토대를 마련하였고, 이는 고려시대에 삼국을 모두 아우르는 단일민족의식 성립의 기반이 되었다.